# Sofiane Feghouli
Sofiane Feghouli (Levallois-Perret, 26 de dezembro de 1989) é um futebolista franco-argelino que atua como meio-campista. Atualmente joga no Fatih Karagümrük.

## Carreira
Apesar de ter passado pelas categorias de base da Seleção Francesa, representou a Seleção Argelina no Campeonato Africano das Nações de 2013. Um ano depois, na Copa do Mundo FIFA de 2014 realizada no Brasil, Feghouli teve boa atuação na estreia contra a Bélgica, pelo Grupo H. O meia marcou, de pênalti, o primeiro gol da Argélia na competição, mas não conseguiu evitar a derrota de virada por 2 a 1.

## Títulos
Galatasaray
- Süper Lig: 2017–18 e 2018–19
- Copa da Turquia: 2018–19
- Supercopa da Turquia: 2019

Seleção Argelina
- Campeonato Africano das Nações: 2019

### Prêmios individuais
- Melhor jogador africano da La Liga de 2014–15[2]